# 장진군
장진군(長津郡)은 조선민주주의인민공화국의 행정구역으로 함경남도의 서북부에 소재한 군(郡)이다.

## 지리
랑림산맥과 부전령산맥이 지나며, 대부분의 지역이 개마고원 위에 위치해있다. 이러한 위치 때문에 장진의 기후는 매우 춥다. 최고봉은 련화산이다. 장진강이 지나며, 인공 호수인 장진호가 있다.
북쪽으로 자강도 랑림군, 동쪽으로 부전군·신흥군, 남쪽으로 영광군, 평안남도 대흥군, 서쪽으로 자강도 룡림군과 접한다.

## 역사
1667년에 장진책이 설치된 것이 장진이라는 지명의 시작이다.
일제 강점 이전의 군역은 랑림군, 부전군, 김정숙군 신흥로동자구에 이르렀다.
1914년 동상면이 신설된 신흥군(현재는 부전군에 속함)에 이관되었다.
일제강점기에는 함경남도에 속했다. 개마고원 일대에서 전력 자원을 개발하게 되면서 당시 군내에 포함되어 있던 부전강에 부전강댐(1926년 착공, 1930년에 완성)이, 장진강에 장진강댐(1935년 착공, 1937년 완성)이 건설되었다. 이로 인해 군청이 있던 구 장진면의 읍내가 수몰되어 동문면으로 바뀌고, 군청이 신남면으로 이전하여 신남면이
장진면이 되었다. 한편 동문면의 면사무소가 동문거리(현재의 랑림읍)로 이전되었고, 강계에서 동문거리로 가는 강계선과 함흥에서 장진호로 가는 장진선이 부설되었다. 해방 무렵에 장진군은, 7면 148리로 구성되어 있었다.
1949년에 함경남도 장진군 동문면이 강계군에 편입당했고 12월에 장강군으로 분리되었다. 
한국 전쟁중인 1950년 11월부터 12월에 걸쳐, 장진호 주변 일대에서 미군과 중국인민지원군의 사이에 장진호 전투로 불리는 격전이 벌어졌다.
1952년 12월의 행정구역 개편에 의해, 장진면·중남면·서남면과 상남면의 일부로 구성되는 장진군(1읍 24리)이 재편성되었다. 옛 군역의 일부가 부전군·랑림군으로 분리되었다. 동문면과 북면, 동하면이 랑림군으로 편성되고, 동상면은 부전군에 편입되었다. 옛 동하면은 1954년에 현재의 신흥로동자구를 제외한 지역이 부전군에 편입되고, 현재의 신흥로동자구는 신파군에 편입된다.
2006년말 현재, 1읍 16리 3로동자구로 구성된다.

## 경제
장진은 많은 양의 목재를 생산하고 함경남도의 선도적인 광업 지역이다. 은, 흑연, 옥, 금이 매장된 것으로 확인되었다. 농업은 가축 사육과 밭농사가 중심이고 감자, 보리, 콩, 팥, 옥수수, 귀리가 재배된다.

## 교통
오랫동안 말이나 자동차로 밖에 접근할 수 없었지만 장진강댐의 건설로 장진선이 개통하게 되었다. 또한 댐 덕분에 수상 교통도 개발되었다.

## 기후
| 장진군의 기후                                 | 장진군의 기후 | 장진군의 기후 | 장진군의 기후 | 장진군의 기후 | 장진군의 기후 | 장진군의 기후 | 장진군의 기후 | 장진군의 기후 | 장진군의 기후 | 장진군의 기후 | 장진군의 기후 | 장진군의 기후 | 장진군의 기후 |
| 월                                            | 1월           | 2월           | 3월           | 4월           | 5월           | 6월           | 7월           | 8월           | 9월           | 10월          | 11월          | 12월          | 연간          |
| --------------------------------------------- | ------------- | ------------- | ------------- | ------------- | ------------- | ------------- | ------------- | ------------- | ------------- | ------------- | ------------- | ------------- | ------------- |
| 일평균 최고 기온 °C (°F)                      | −6.5 (20.3)   | −3.4 (25.9)   | 2.4 (36.3)    | 10.4 (50.7)   | 17.6 (63.7)   | 21.4 (70.5)   | 23.4 (74.1)   | 23.4 (74.1)   | 19.1 (66.4)   | 12.6 (54.7)   | 3.2 (37.8)    | −4.8 (23.4)   | 9.9 (49.8)    |
| 일일 평균 기온 °C (°F)                        | −14.8 (5.4)   | −11.3 (11.7)  | −4.3 (24.3)   | 3.3 (37.9)    | 10.0 (50.0)   | 14.5 (58.1)   | 17.9 (64.2)   | 17.6 (63.7)   | 11.9 (53.4)   | 4.8 (40.6)    | −3.1 (26.4)   | −11.6 (11.1)  | 2.9 (37.2)    |
| 일평균 최저 기온 °C (°F)                      | −22.2 (−8.0)  | −19.3 (−2.7)  | −11.1 (12.0)  | −3.3 (26.1)   | 2.9 (37.2)    | 8.8 (47.8)    | 13.6 (56.5)   | 13.5 (56.3)   | 6.6 (43.9)    | −1.2 (29.8)   | −8.6 (16.5)   | −18.2 (−0.8)  | −3.2 (26.2)   |
| 평균 강수량 mm (인치)                         | 6.3 (0.25)    | 10.2 (0.40)   | 13.3 (0.52)   | 34.3 (1.35)   | 66.6 (2.62)   | 78.9 (3.11)   | 177.2 (6.98)  | 139.2 (5.48)  | 77.6 (3.06)   | 32.9 (1.30)   | 26.2 (1.03)   | 10.9 (0.43)   | 673.6 (26.52) |
| 평균 강수일수 (≥ 0.1 mm)                      | 3.4           | 3.8           | 5.9           | 7.2           | 9.1           | 10.5          | 11.6          | 10.9          | 6.7           | 5.0           | 6.6           | 5.9           | 86.6          |
| 평균 강설일수                                 | 3.8           | 4.0           | 5.4           | 4.0           | 0.5           | 0.2           | 0.0           | 0.0           | 0.1           | 0.7           | 5.2           | 6.2           | 30.1          |
| 평균 상대 습도 (%)                            | 77.0          | 74.3          | 72.2          | 70.0          | 71.8          | 81.0          | 87.3          | 87.1          | 82.9          | 76.3          | 77.1          | 77.0          | 77.8          |
| 출처: 대한민국 기상청 (평년값: 1991년~2020년) |               |               |               |               |               |               |               |               |               |               |               |               |               |

## 행정 구역
1읍(장진읍(長津邑)) 3로동자구(황초로동자구(黃草勞動者區), 양지로동자구(陽地勞動者區), 만풍로동자구(萬豊勞動者區)),16리(도내리(島內里), 신대리(新大里), 축전리(畜田里), 백암리(白岩里), 신흥리(新興里), 풍류리(豊流里), 청량리(淸凉里), 갈전리(葛田里), 속사리(束沙里), 메물리(袂物里), 룡호리(龍虎里) ,서목리(西木里), 림산리(林産里), 류담리(柳潭里), 양묘리(養苗里), 늪수리(囦水里))로 구성되어있다.

## 같이 보기
- 장진호 전투